# Datsan de l'Anaa
Le datsan de l'Anaa (en russe : Ани́нский даца́н, Aninski datsan ; bouriate de Russie : Анаагай хийд, Анаагай дасан) est un temple bouddhiste situé dans le village d'Alan du raïon de Khorinsk en Bouriatie. Il est classé objet patrimonial culturel d'importance régionale depuis 2016.